# Gabriele Conrad
Gabriele Conrad (* 1952 in Berlin) ist eine deutsche Filmregisseurin und Kulturredakteurin.

## Leben
Gabriele Conrad war spätestens seit 1987 Redakteurin und Mitmoderatorin beim Kulturmagazin des DDR-Fernsehens, dann von 1990 bis 1991  bei dessen Nachfolgesendung Kontur. In den folgenden Jahren drehte sie über dreißig Filme  über kulturelle Themen, meist für den ORB und dann den  RBB, darunter Porträts über die Schriftsteller Christa Wolf, Heiner Müller, Christoph Hein, Maxie Wander und Rahel Varnhagen, die Schauspieler Kurt Böwe und Inge Keller, den Intendanten Claus Peymann, über Rosa Luxemburg und Karl Valentin. Einige Filme entstanden in Zusammenarbeit mit Gabriele Denecke. Gabriele Conrad war auch als Filmredakteurin für den ORB und den RBB tätig.

## Filmografie (Auswahl)
Regie
- 1991 Chronist im Spiegel. Christoph Hein, DFF, 45 min, mit Hans-Jürgen Leikauf
- 1992 "Ihr naht euch wieder, schwankende Gestalten". Schauspielstudenten im Osten, mit Ulf Kalkreuth, Stephan Richter und Thomas Zahn

- 1995 Der Krach um die Komödie. Die Geschichte von Heiner Müllers Stück "Die Umsiedlerin", ORB, 30 min (siehe auch Redaktion 1995 Aufzeichnung einer Inszenierung)

- 1995 Beckmanns Bruder. Der Schauspieler Rolf Ludwig, ORB
- 1996 Spiel mit Unbekannten
- 1997 Die Katastrophe steht im Nebensatz. Der Chronist Christoph Hein, ORB, mit Gabriele Denecke
- 1998 Der Jahrhundertladen. Auf der Suche nach Erwin Strittmatters verlorener Welt, ORB, 30 Min., mit Gabriele Denecke
- 1998 Die märkische Dichterlandschaft, ORB, 45 min., mit Gabriele Denecke
- 1998 Das Café der toten Dichter. Die Erinnerungen der Lenka Reinerová, ORB, 30 min., mit Gabriele Denecke

- 1999 Bilderbuch Deutschland. Die Prignitz,  ARD, mit Gabriele Denecke
- 1999 Nachdenken über Christa W., über die Schriftstellerin Christa Wolf, ORB, 43 min., mit Gabriele Denecke
- 1999 Spektakel im Mai. Gedanken zum 36. Theatertreffen, ORB, 30 min.

- 2000 Der Herr der Ränge. Claus Peymann am Berliner Ensemble, SFB, 45 min, mit Gabriele Denecke
- 2000 Kodi kommt. Der Schauspieler Kurt Böwe
- 2001 Kommt Zeit, kommt Tod. Der Dichter Heiner Müller, RBB/SWR, mit Gabriele Denecke
- 2002 Warten auf das Wunder. Maxie Wander. Guten Morgen, du Schöne, ORB, 30 min., mit Gabriele Denecke
- 2003 Theaterdame im Spiegel. Die Schauspielerin Inge Keller, RBB, 45 min.
- 2004 Die Reportage. Unters Messer mit Rabatt. Der OP-Tourismus nach Osteuropa
- 2005 Deutsche Lebensläufe. Karl Valentin – Ein Hungerkünstler, RBB, 45 min, mit Gabriele Denecke
- 2005 Ein Tag – ein Jahr – ein Leben, RBB/arte, 53 min, über ein Tagebuch von Christa Wolf, mit Gabriele Denecke
- 2006 Meines Vaters Land – Eine deutsche Familiengeschichte, mit Gabriele Denecke
- 2006 Neun tote Kinder, ARD
- 2007 Deutsche Lebensläufe. Rosa Luxemburg, RBB, 45 min, mit Gabriele Denecke
- 2007 Bilderbuch. Brandenburg und das Havelland, RBB, mit Gabriele Denecke
- 2007 Heimliche Wahrzeichen. Das Széchenyi-Bad in Budapest
- 2008 Unsere Schlösser. Zwischen Spreewald und Havelland, RBB, mit Gabriele Denecke
- 2009 Ost-Legenden
- 2009 Rahel – eine preußische Affäre, RBB/arte, 50 min.,  über die romantische Schriftstellerin Rahel Varnhagen
- 2017 Geheimnisvolle Orte. Die Krankenhausstadt Buch, RBB, mit Gabriele Denecke

### Redaktion
Gabriele Conrad war  für die Redaktion einiger Dokumentarfilme für den ORB und dann RBB verantwortlich, teilweise in Koproduktionen mit anderen Fernsehsendern.
- 1992 Der unbekannte Ort. Haben Sie gesehen oder haben Sie gehört? Jüdisches Leben un Potsdam
- 1995 Die Umsiedlerin oder Das Leben auf dem Lande, Aufzeichnung einer Theaterinszenierung nach Heiner Müller
- 1995 Das Haus in der Französischen Straße. Verlagsgeschichte(n) aus 50 Jahren
- 1995 Waffenlos ist der Held. Der Bildhauer Stötzer
- 2010 Immer ostwärts, Dokumehrteiler
- 2011 Verlorene Ehre – Der Irrweg der Familie Sürücü
- 2012/2013 George, über den Schauspieler Heinrich George
- 2013 Betongold (Grimme-Preis für die Autorin des Films)
- 2014 Konrads junge Wölfe. Sechzig Jahre in sechzig Minuten, über die Geschichte der Hochschule für Film und Fernsehen "Konrad Wolf" in Potsdam-Babelsberg
- 2014/2015 Vier werden Eltern
- 2015 Die Story im Ersten. Steuerfrei e. V. – Millionengeschäfte mit der Gemeinnützigkeit
- 2015/2016 And-Ek Ghes...
- 2017 Deutschland, deine Künstler. Claus Peymann
- 2017 Bilderbuch Berlin-Steglitz-Zehlendorf
- 2017 Alyha Love, Kurzdokumentarfilm

## Ehrungen
- 1988 Heinrich-Greif-Preis, mit Kulturredaktion des DDR-Fernsehens
- 2008 LiteraVision – Fernsehpreis der Landeshauptstadt München, ehrende Anerkennung, mit Gabriele Denecke, für den Film Meines Vaters Land[2]
- 2012 Prix Circom, erhielt der Film "Verlorene Ehre. Der Irrweg der Familie Sürücü", für den sie die Redaktion hatte